# Savoy (kavárna)
Savoy je bývalý podnik a městský dům v Českých Budějovicích, který nabízel pohostinské služby jako kavárnu, vinárnu a cukrárnu s rozsáhlou venkovní terasou na nábřeží Malše. Stylové zaměření a klientela do jisté míry souvisely s polohou naproti budově Jihočeského divadla.

## Historie

### Před vznikem stavby
Blok domů se rozkládá na parcelách, kterými původně procházely městské hradby, za nimiž stál areál tzv. Bílého pivovaru a starší obytné domy. Vzniku současného bloku předcházela aféra, kdy město zakoupilo jeden z tehdejších domů, na vlastní náklady jej zrekonstruovalo a následně se pokusilo tuto budovu bezúplatně převést na firmu spoluvlastněnou zetěm starosty Josefa Taschka, která zde chtěla zřídit hotel. Radnice také plánovala na nábřeží vystavět administrativní komplex, který by sloužil státním územním úřadům. Plány nevyšly, neboť majitelé českobudějovického Velkého pivovaru objekt v roce 1911 prodali konsorciu pp. Hanuš Nissl, Leopold Knapp, H. Morgner, Arnošt Rehm, Jan Stepan a slč. Josefina Lehrmannová. Konzervátor Schmidt oznámil, že existuje záměr zbourat tzv. Katovskou věž, která byla součástí opevnění, následkem čehož přijel provést šetření památkář Karl Holey. Shledal, že věž má pro panorama města malý význam, neměl proto námitek proti demolici, ale vyzval městskou správu, aby zachovala další části městského opevnění, především Rabenštejnskou věž. Konsorcium v úterý 13. února 1912 začalo stavby na získaných pozemcích bourat počínaje hradbami s Katovskou věží.

### Výstavba
Budovu kavárny Savoy postavila stavební firma Johanna Stepana. Podobně jako ostatní nové domy na nábřeží vznikla ve stylu art deco. Jako období stavby jsou uváděny roky 1927–1930, ale již 31. srpna 1929 ve 12:00 kavárnu slavnostně otevřel Bedřich Klabačka (původně vrchní číšník v Besedě a pozdější dlouholetý provozovatel Savoye). Krom pohostinských prostor nabízel dům i široké bytové zázemí, které krom Bedřicha Klabačky s chotí využívali i další nájemníci, zejména budějovičtí lékaři, o jejichž působení ve městě pravidelně informoval místní tisk.

### Poválečná éra
Po válce byl podnik znovu otevřen 21. července 1945 v 17:30. Provozovatel Bedřich Klabačka byl roku 1946 internován a musel žádat o vynětí z opatření proti Němcům. Jeho následovníkem byl v roce 1947 jmenován Karel Dejmek. Po roce 1948 byla kavárna uzavřená, roku 1949 oznámilo Svobodné slovo s heslem „Jistě je pro nás důležitější stavební rozvoj nežli kavárenské plyše“, že se z bývalé kavárny vzniknou kanceláře Stavoprojektu. Roku 1951 však byla kavárna znovu otevřena, byť si politické orgány vymohly přejmenování kavárny na Bajkal. O rok později nechal městský výbor KSČ odstranit neon znázorňující tančící pár, který považoval za propagaci buržoazní mládeže. Nahradil jej neon Bajkal. V roce 1968 se v úředních dokumentech podniku Restaurace a jídelny i Útvaru hlavního architekta začal opět objevovat název Savoy, ale Okresní národní výbor a hygienici na tyto dokumenty reagovali použitím názvu Bajkal. Byla však dohodnuta rekonstrukce podniku realizovaná v letech 1969–1970, s jejímž dokončením se definitivně vrátil název Savoy. Rozhodnutím radnice z 8. května 1980 se podařilo obnovit letní předzahrádku za podmínek maximálních rozměrů prodejního stánku 2 × 3,5 m, ohrazení veřejného prostranství 2 × 12 m a zhruba 50 míst u stolků. Předzahrádka mohla fungovat od 10 do 18 hodin od pondělí do neděle až do 30. září. Kavárna v původním rozsahu přestala fungovat roku 1990, poté využívala jen omezený prostor se dvěma okny, roku 2000 zanikla zcela.

### Okolí
Na nábřeží před budovou procházela tzv. Alej vzdechů tvořená 32 jírovci. V roce 1929 rozhodlo město o jejím vykácení a prodeji poražených stromů. Roku 1932 bylo rozhodnuto o vyzdění břehů, instalaci zábradlí a vysázení javorů.

### Služby a spolková činnost
V přízemí a prvním patře fungovaly pohostinské služby, především kavárna, vinárna, cukrárna (v prvním patře, kde se odpoledne hrálo na housle a piano) a tančírna. V 70. a 80. letech šlo o jeden z celkových tří tanečních podniků ve městě. Hrála živá hudba, sál byl v různých obdobích vybaven jedním až dvěma pódii a dále gramofonem. Vystupovaly zde skupiny Sinners, Atlantic, Sirius, bratři Gondolánové a další. V roce 1933 byl otevřen Bridge Room. V sezóně fungovala na nábřeží letní kavárna v pařížském stylu. Později přibyl i pánský klub.

### Klientela
S ohledem na polohu naproti Jihočeskému divadlu navštěvovali podnik diváci i herci, mezi něž se řadily hostující osobnosti z Prahy. K významným zákazníkům patřili Jiří Císler, Josef Kopecký nebo Karel Roden. Ke klientele se řadili i politici a další umělci, například Michal Tučný. Podle tradice chodily na poslední skleničku do Savoye čerstvě rozvedené páry. V poválečné éře se ve vinárně scházela společnost přeživších z koncentračních táborů.

## Současnost
V prostorách původní kavárny a tančírny funguje prodejna sportovního oblečení.